# Morimolamia fruhstorferi
Morimolamia fruhstorferi là một loài bọ cánh cứng trong họ Cerambycidae.